# Лига плюща

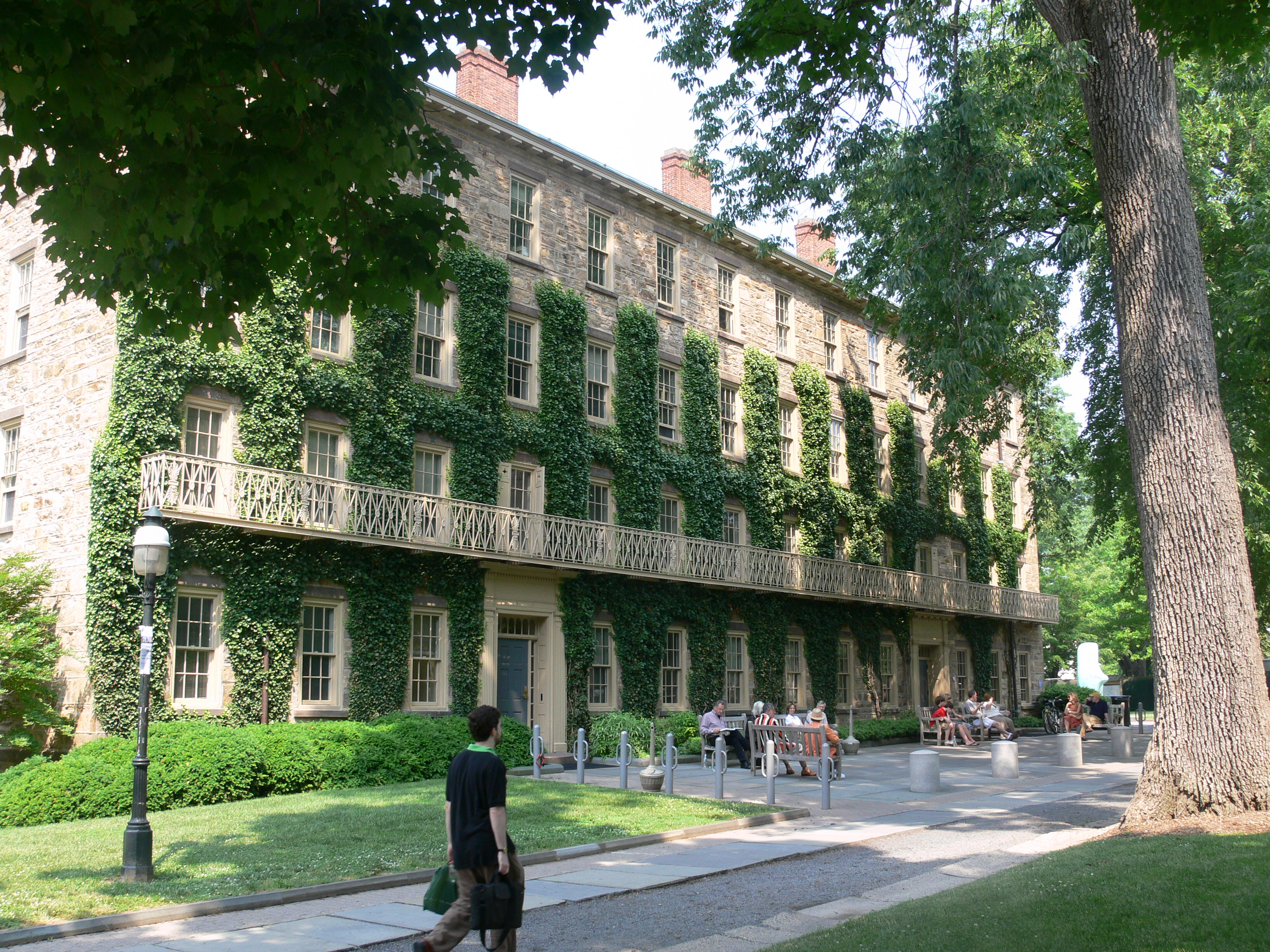
Плющ, обвивающий Западный Колледж Принстонского университета

Лига плюща (англ. The Ivy League) — ассоциация восьми частных американских университетов, расположенных в семи штатах на северо-востоке США. Это название происходит от побегов плюща, обвивающих старые здания в этих университетах. Университеты, входящие в лигу, отличаются высоким престижем и качеством образования.

## Описание

### История
Лига плюща — это изначально спортивное объединение восьми частных институтов высшего образования, расположенных на северо-востоке США. Этот термин также часто используется в отношении этих восьми школ как единой группы. Он подразумевает исключительность в качестве образования, выборность при поступлении и принадлежность к социальной элите.
Термин «Лига плюща» стал общепринятым с 1954 года после образования спортивного объединения NCAA Division I, когда американцы в значительной степени разделились на болельщиков разных университетских спортивных (футбольных) команд. Однако со временем понятие Лига плюща распространилось и на другие стороны жизни объединённых в ней университетов.
Университеты Лиги плюща (или просто «Плющи») постоянно находятся среди 15 лучших колледжей и университетов США по рейтингу журнала U.S. News and World Report. Так в 2010 году тройку лидеров среди лучших вузов США составили Гарвардский, Принстонский и Йельский университеты соответственно из Лиги плюща. Университеты Лиги также находятся среди самых богатых академических заведений мира, что позволяет им привлекать лучших студентов и преподавателей.
Университеты из Лиги плюща можно с полным основанием считать одними из ведущих научных центров страны, финансирование которых складывается из различных источников. Так, университеты из Лиги плюща обладают собственными фондами: например, эндаумент Гарвардского и Йельского университета в 2014 году составил 36,4 и 23,9 миллиардов долларов соответственно.

### Университеты — члены Лиги
Члены Лиги в алфавитном порядке:

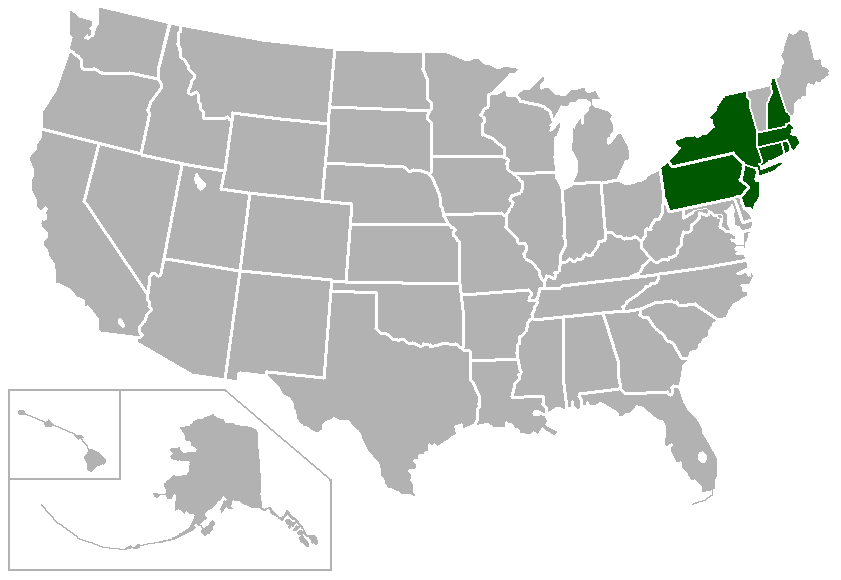
Штаты, в которых расположены университеты Лиги плюща

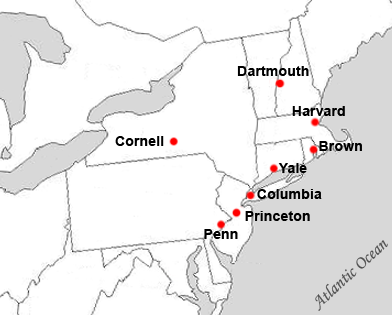
Расположение университетов Лиги плюща

- Брауновский университет (англ. Brown University) — Провиденс, штат Род-Айленд, основан в 1764 году под именем Колледж Род-Айленда;
- Гарвардский университет (англ. Harvard University) — Кембридж, штат Массачусетс, основан в 1636 году;
- Дартмутский колледж (англ. Dartmouth College) — Хановер, штат Нью-Гэмпшир, основан в 1769 году;
- Йельский университет (англ. Yale University) — Нью-Хейвен, штат Коннектикут, основан в 1701 году под именем Коллегиальная школа;
- Колумбийский университет (англ. Columbia University) — Нью-Йорк, штат Нью-Йорк, основан в 1754 году под именем Королевский колледж;
- Корнеллский университет (англ. Cornell University) — Итака, штат Нью-Йорк, основан в 1865 году;
- Пенсильванский университет (англ. University of Pennsylvania) — Филадельфия, штат Пенсильвания, основан в 1740 году под именем Филадельфийская академия;
- Принстонский университет (англ. Princeton University) — Принстон, штат Нью-Джерси, основан в 1746 году под именем Колледж Нью-Джерси.

## Происхождение термина
Первое упоминание о плюще как о термине, относящемуся к группе колледжей, замечено у спортивного журналиста Стэнли Вудворда (1895—1965):
В субботу часть наших восточных колледжей плюща встретится со своими маленькими товарищами, прежде чем окунуться в раздор и суматоху. 
Оригинальный текст (англ.)A proportion of our eastern ivy colleges are meeting little fellows another Saturday before plunging into the strife and the turmoil.Стэнли Вудворд, описывая футбольный сезон, New York Tribune, 14 октября 1933 г.